# ビッグホール
ビッグホール（英語: Big Hole、アフリカーンス語: Groot Gat）は南アフリカ共和国のキンバリーにある露天掘りのダイヤモンド鉱坑。英語では Open Mine、Kimberley Mine、Tim Kuilmine とも呼ばれる。人力で掘られた穴としては世界最大と言われているが、異論もある。

## 歴史と規模
ここで最初に発見されたダイヤモンドは、現在デビアス社が所有するVooruitzigt農園のコールズバーグにいた「赤帽隊」(Red Cap Party) が1871年にコールズバーグ残丘で発見したものである。これをきっかけに採掘権の請求が殺到し、ここは「ニュー・ラッシュ」と呼ばれるようになり、次いで「キンバリー」と改称された。1871年の7月中旬から1914年にかけて、5万人の鉱夫がツルハシとシャベルでこの穴を掘っていき、2,720キログラム（6千ポンド、1,360万カラット分）のダイヤモンドが産出された。ビッグホールの表面積は17ヘクタールで、幅463メートルある。この穴は深さ240メートルまで掘り進められたが、その後に瓦礫で部分的に埋まってしまい、215メートルの深さになった。それからさらに水が40メートルの深さまで溜まり、外見上、穴の深さは175メートルになった。露天掘りがあまりに危険かつ非効率的になってからは、キンバリー鉱山ではキンバーライトの坑道がセシル・ローズのデビアス社によって地下1,097メートルに掘られた。
現在、ビッグホールの世界遺産登録を目指す運動が進められている。

## 掘削
採掘が始まった翌年の1872年には、野営する採掘者は5万人ほどに増えていた。採掘が進むにつれ、多くの男たちが事故で命を落とした。非衛生的な環境、水や新鮮な野菜の欠乏、そして夏季の過酷な暑さも彼らを痛めつけた。1888年3月13日に、種々の鉱坑のリーダーたちは各々が別個に進めていた採掘を一つの大きな鉱坑にまとめ、デビアス統合鉱山会社 (De Beers Consolidated Mines Limited) という大会社とすることに決め、セシル・ローズ、アールフレイト・バイト、バーニ・バーナートウらがそれを統括した。この大会社はビッグホールを掘り続け、その深さは215メートル、表面積は17ヘクタール、周囲の長さ1.6キロメートルに達した。最終的に2,200万トンの土砂が掘り出され、3,000キログラムのダイヤモンドが見つかり、1914年8月14日を以って閉山した頃には、この穴は世界最大の手掘り穴として知られるようになっていた。ちなみに2005年にある研究者が鉱山の記録を再検証したところ、同じく南アフリカにあるヤーゲルスフォンテーンとブルトフォンテーンのダイヤモンド鉱山の方が手掘りされた部分としては深さおよび/あるいは量で上回ることが分かったという。他にもより大きな掘削鉱山は存在するが、それらは人力よりは掘削機械を使って掘られたものである。

## 鉱山博物館

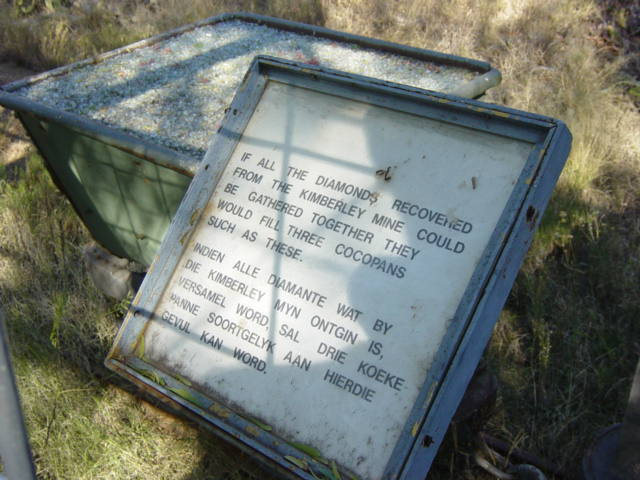
穴の傍にある看板。「キンバリー鉱山から掘り出されたダイヤモンドを全て集めたとしたら、この手押し車3台分になります」と書いてある。

鉱山の操業は1914年に終了したが、この露天の穴はキンバリーを訪れた人々の興味を惹きつけ、1960年代までには古い建物や種々の記念品といったキンバリーの成り立ちに関する遺物のコレクションが整理され、公式の博物館が作られ、観光名所となった。1965年にデビアスはバジル・ハンフリーズを博物館の顧問に迎え、博物館を大規模に改修し、キンバリー黎明期の街並みやジオラマの屋外展示、鉱山技術や運搬に関する展示を行うようになった。それはキンバリーの百周年にあたる1971年に正式に開館した。鉱山博物館はその後も何度か改修された。2002年から2005年にかけてデビアスは5,000万ランドを投じてビッグホールを世界クラスの観光施設として開発したが、その背景には「キンバリーの人々にとっての永遠の遺産」を作り上げるという理念があった。「ダイヤモンドと運命」というテーマを入念に形にした新しい施設「ザ・ビッグホール・キンバリー」は、ビッグホールを訪れる観光客を倍増させると期待されている。